# Championnat d'Allemagne féminin de football
Le championnat d'Allemagne féminin de football, aussi appelé Frauen-Bundesliga et officiellement Flyeralarm Frauen-Bundesliga pour des raisons de parrainage, est le championnat féminin allemand de football de plus haut niveau. Cette compétition est organisée par la Fédération allemande de football (DFB).
Le SSG 09 Bergisch Gladbach est le club qui a remporté le plus de titres de première division (9). Le tenant du titre de la compétition est le Bayern Munich.

## Histoire

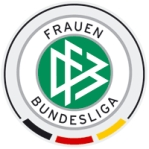
Ancien logo de la Frauen-Bundesliga.

## Organisation

### Format de la compétition
Depuis la saison 1997-1998, le championnat d'Allemagne de football féminin met aux prises douze clubs en une poule unique. Une victoire rapporte 3 points, un match nul 1 point et une défaite 0 point. En cas d'égalité, les clubs sont départagés selon les critères suivants : différence de buts générale, nombre de buts marqués à l'extérieur, résultats des confrontations directes et nombre de buts marqués lors des confrontations directes. À la fin de la saison, l'équipe en tête du classement est sacrée championne d'Allemagne, tandis que les deux dernières équipes sont reléguées en 2. Bundesliga.

### Évolution du règlement
De 1990-1991 à 1996-1997, la compétition comprenait deux groupes et une phase finale.

## Qualifications européennes
La Coupe féminine de l'UEFA est créé en 2001, et permet ainsi aux clubs champion d'Allemagne de pouvoir participer au premier tour de qualification de la compétition. Le 1. FFC Francfort, champion en 2001, est le premier club à participer à cette compétition.
En 2009, la Coupe féminine de l'UEFA est réformée et devient la Ligue des champions féminine de l'UEFA. Dans ce nouveau format, le champion d'Allemagne est directement qualifié pour participer à la phase finale de la compétition alors que le vice-champion doit passer par le tour préliminaire de cette compétition. Depuis 2011, le champion et le vice-champion du championnat sont directement qualifiés pour la phase finale de la Ligue des Champions. À partir de la saison 2021-2022, l'Allemagne étant classée parmi les trois premières associations au coefficient UEFA, le champion d'Allemagne est directement qualifié pour la phase de poules, tandis que les deuxième et troisième du championnat sont qualifiés respectivement pour le deuxième et le premier tour de qualifications. Si un club allemand est tenant du titre mais ne se classe pas sur le podium de Bundesliga, il est tout de même qualifié pour la phase de poules.
L'Allemagne est le club ayant remporté le plus de Ligues des Champions avec 9 titres, et est la seule association à avoir eu trois représentants en Ligue des Champions avant la réforme de 2021, avec le 1. FFC Francfort, le VfL Wolfsburg et le Bayern Munich en 2015-2016.

## Palmarès

### Palmarès avant 1990
Pour l'Allemagne de l'Est, voir Championnat de RDA féminin de football;
| Année | Champions                | Vice-champions           |
| ----- | ------------------------ | ------------------------ |
| 1974  | TuS Wörrstadt            | DJK Eintracht Erle (de)  |
| 1975  | Bonner SC                | Bayern Munich            |
| 1976  | Bayern Munich            | Tennis Borussia Berlin   |
| 1977  | SSG 09 Bergisch Gladbach | NSG Oberst Schiel (de)   |
| 1978  | SC 07 Bad Neuenahr       | FC Hellas Marpingen (de) |
| 1979  | SSG 09 Bergisch Gladbach | Bayern Munich            |
| 1980  | SSG 09 Bergisch Gladbach | KBC Duisburg             |
| 1981  | SSG 09 Bergisch Gladbach | Tennis Borussia Berlin   |
| 1982  | SSG 09 Bergisch Gladbach | Bayern Munich            |
| 1983  | SSG 09 Bergisch Gladbach | Tennis Borussia Berlin   |
| 1984  | SSG 09 Bergisch Gladbach | FSV Francfort            |
| 1985  | KBC Duisburg             | Bayern Munich            |
| 1986  | FSV Francfort            | SSG 09 Bergisch Gladbach |
| 1987  | TSV Siegen               | FSV Francfort            |
| 1988  | SSG 09 Bergisch Gladbach | KBC Duisburg             |
| 1989  | SSG 09 Bergisch Gladbach | TuS Ahrbach (de)         |
| 1990  | TSV Siegen               | SSG 09 Bergisch Gladbach |

### Palmarès après 1990
| Édition | Saison    | Champion             | Vice-champion          | Troisième              | Clubs | Matchs | Buts  | Buts      | Meilleure buteuse               | Meilleure buteuse |
| Édition | Saison    | Champion             | Vice-champion          | Troisième              | Clubs | Matchs | Total | Par match | Joueuse                         | Score             |
| ------- | --------- | -------------------- | ---------------------- | ---------------------- | ----- | ------ | ----- | --------- | ------------------------------- | ----------------- |
| 1re     | 1990-1991 | TSV Siegen           | FSV Francfort          | Pas de classement      | 20    | 185    | -     | -         | H. Mohr                         | 36                |
| 2e      | 1991-1992 | TSV Siegen           | Grün-Weiß Brauweiler   | Pas de classement      | 22    | 225    | 641   | 2,84      | H. Mohr                         | 24                |
| 3e      | 1992-1993 | TuS Niederkirchen    | TSV Siegen             | Pas de classement      | 20    | 185    | 570   | 3,08      | H. Mohr                         | 21                |
| 4e      | 1993-1994 | TSV Siegen           | Grün-Weiß Brauweiler   | Pas de classement      | 20    | 185    | 738   | 3,98      | H. Mohr                         | 28                |
| 5e      | 1994-1995 | FSV Francfort        | Grün-Weiß Brauweiler   | Pas de classement      | 20    | 185    | 742   | 4,01      | H. Mohr                         | 27                |
| 6e      | 1995-1996 | TSV Siegen           | SG Praunheim           | Pas de classement      | 20    | 185    | 715   | 3,86      | S. Smisek                       | 29                |
| 7e      | 1996-1997 | Grün-Weiß Brauweiler | FC Rumeln-Kaldenhausen | Pas de classement      | 20    | 185    | 638   | 3,44      | B. Prinz                        | 20                |
| 8e      | 1997-1998 | FSV Francfort        | SG Praunheim           | FCR Duisbourg          | 12    | 132    | 459   | 3,47      | B. Prinz                        | 23                |
| 9e      | 1998-1999 | FFC Francfort        | FCR Duisbourg          | Sportfreunde Siegen    | 12    | 132    | 452   | 3,42      | I. Grings                       | 25                |
| 10e     | 1999-2000 | FCR Duisbourg        | FFC Francfort          | Sportfreunde Siegen    | 12    | 132    | 487   | 3,68      | I. Grings                       | 38                |
| 11e     | 2000-2001 | FFC Francfort        | FFC Turbine Potsdam    | FCR Duisbourg          | 12    | 132    | 486   | 3,68      | B. Prinz                        | 24                |
| 12e     | 2001-2002 | FFC Francfort        | FFC Turbine Potsdam    | FCR Duisbourg          | 12    | 132    | 472   | 3,57      | C. Pohlers                      | 27                |
| 13e     | 2002-2003 | FFC Francfort        | FFC Turbine Potsdam    | FCR Duisbourg          | 12    | 132    | 515   | 3,90      | I. Grings                       | 20                |
| 14e     | 2003-2004 | FFC Turbine Potsdam  | FFC Francfort          | FFC Heike Rheine       | 12    | 132    | 560   | 4,24      | K. Garefrekes                   | 26                |
| 15e     | 2004-2005 | FFC Francfort        | FCR Duisbourg          | FFC Turbine Potsdam    | 12    | 132    | 523   | 3,96      | S. Thompson                     | 30                |
| 16e     | 2005-2006 | FFC Turbine Potsdam  | FCR Duisbourg          | FFC Francfort          | 12    | 132    | 623   | 4,71      | C. Pohlers                      | 36                |
| 17e     | 2006-2007 | FFC Francfort        | FCR Duisbourg          | FFC Turbine Potsdam    | 12    | 132    | 515   | 3,90      | B. Prinz                        | 28                |
| 18e     | 2007-2008 | FFC Francfort        | FCR Duisbourg          | FFC Turbine Potsdam    | 12    | 132    | 505   | 3,82      | I. Grings                       | 26                |
| 19e     | 2008-2009 | FFC Turbine Potsdam  | Bayern Munich          | FCR Duisbourg          | 12    | 132    | 562   | 4,25      | I. Grings                       | 29                |
| 20e     | 2009-2010 | FFC Turbine Potsdam  | FCR Duisbourg          | FFC Francfort          | 12    | 132    | 511   | 3,87      | I. Grings                       | 28                |
| 21e     | 2010-2011 | FFC Turbine Potsdam  | FFC Francfort          | FCR Duisbourg          | 12    | 132    | 550   | 4,16      | C. Pohlers                      | 25                |
| 22e     | 2011-2012 | FFC Turbine Potsdam  | VfL Wolfsbourg         | FFC Francfort          | 12    | 132    | 420   | 3,18      | G. Añonma                       | 22                |
| 23e     | 2012-2013 | VfL Wolfsburg        | FFC Turbine Potsdam    | FFC Francfort          | 12    | 132    | 451   | 3,42      | Y. Ōgimi                        | 18                |
| 24e     | 2013-2014 | VfL Wolfsburg        | FFC Francfort          | FFC Turbine Potsdam    | 12    | 132    | 520   | 3,94      | Célia Šašić                     | 20                |
| 25e     | 2014-2015 | Bayern Munich        | VfL Wolfsburg          | FFC Francfort          | 12    | 132    | 454   | 3,44      | Célia Šašić                     | 21                |
| 26e     | 2015-2016 | Bayern Munich        | VfL Wolfsburg          | FFC Francfort          | 12    | 132    | 421   | 3,19      | Mandy Islacker                  | 17                |
| 27e     | 2016-2017 | VfL Wolfsburg        | Bayern Munich          | FFC Turbine Potsdam    | 12    | 132    | 372   | 2,82      | Mandy Islacker                  | 19                |
| 28e     | 2017-2018 | VfL Wolfsburg        | Bayern Munich          | SC Fribourg            | 12    | 132    | 406   | 3,08      | Pernille Harder                 | 17                |
| 29e     | 2018-2019 | VfL Wolfsburg        | Bayern Munich          | 1. FFC Turbine Potsdam | 12    | 132    | 517   | 3,92      | Ewa Pajor                       | 24                |
| 30e     | 2019-2020 | VfL Wolfsburg        | Bayern Munich          | TSG 1899 Hoffenheim    | 12    | 132    | 502   | 3,80      | Pernille Harder                 | 27                |
| 31e     | 2020-2021 | Bayern Munich        | VfL Wolfsburg          | TSG 1899 Hoffenheim    | 12    | 132    | -     | -         | Nicole Billa                    | 20                |
| 32e     | 2021-2022 | VfL Wolfsburg        | Bayern Munich          | Eintracht Francfort    | 12    | 132    | -     | -         | Lea Schüller                    | 16                |
| 33e     | 2022-2023 | Bayern Munich        | VfL Wolfsburg          | Eintracht Francfort    | 12    | 132    | -     | -         | Alexandra Popp                  | 16                |
| 34e     | 2023-2024 | Bayern Munich        | VfL Wolfsburg          | Eintracht Francfort    | 12    | 132    | -     | -         | Ewa Pajor                       | 18                |
| 35e     | 2024-2025 | Bayern Munich        | VfL Wolfsburg          | Eintracht Francfort    | 12    | 132    | -     | -         | Lineth Beerensteyn Selina Cerci | 16                |

## Bilans et récompenses

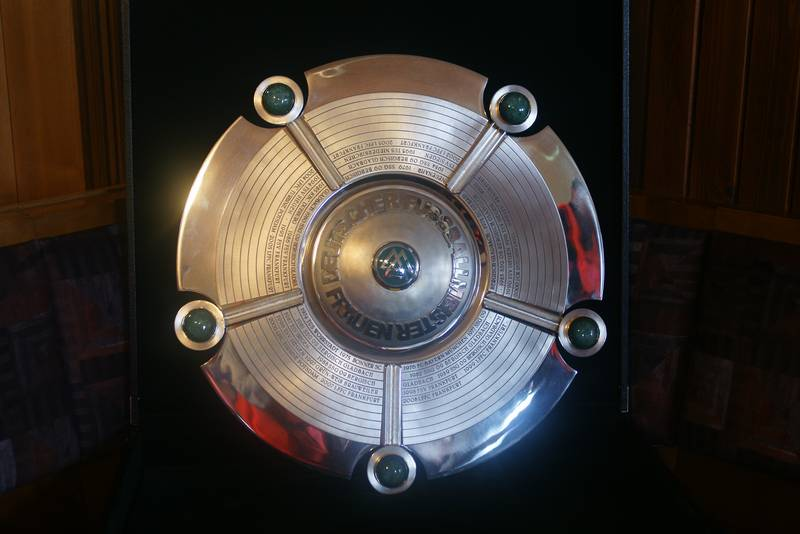
Le trophée de champion d'Allemagne

Bilan par club (depuis 1974)
| Clubs                    | Titres | Années                                               |
| ------------------------ | ------ | ---------------------------------------------------- |
| SSG 09 Bergisch Gladbach | 9      | 1977, 1979, 1980, 1981, 1982, 1983, 1984, 1988, 1989 |
| FFC Francfort            | 7      | 1999, 2001, 2002, 2003, 2005, 2007, 2008             |
| VfL Wolfsburg            | 7      | 2013, 2014, 2017, 2018, 2019, 2020, 2022             |
| Bayern Munich            | 7      | 1976, 2015, 2016, 2021, 2023, 2024, 2025             |
| FFC Turbine Potsdam      | 6      | 2004, 2006, 2009, 2010, 2011, 2012                   |
| TSV Siegen               | 6      | 1987, 1990, 1991, 1992, 1994, 1996                   |
| FSV Francfort            | 3      | 1986, 1995, 1998                                     |
| FCR Duisbourg            | 1      | 2000                                                 |
| Grün-Weiß Brauweiler     | 1      | 1997                                                 |
| TuS Niederkirchen        | 1      | 1993                                                 |
| KBC Duisburg             | 1      | 1985                                                 |
| SC 07 Bad Neuenahr       | 1      | 1978                                                 |
| Bonner SC                | 1      | 1975                                                 |
| TuS Wörrstadt            | 1      | 1974                                                 |

Bilan par club (ère Bundesliga depuis 1990-1991)
| Clubs                | Titres | Années                                   |
| -------------------- | ------ | ---------------------------------------- |
| FFC Francfort        | 7      | 1999, 2001, 2002, 2003, 2005, 2007, 2008 |
| VfL Wolfsburg        | 7      | 2013, 2014, 2017, 2018, 2019, 2020, 2022 |
| FFC Turbine Potsdam  | 6      | 2004, 2006, 2009, 2010, 2011, 2012       |
| Bayern Munich        | 6      | 2015, 2016, 2021, 2023, 2024, 2025       |
| TSV Siegen           | 4      | 1991, 1992, 1994, 1996                   |
| FSV Francfort        | 2      | 1995, 1998                               |
| FCR Duisbourg        | 1      | 2000                                     |
| Grün-Weiß Brauweiler | 1      | 1997                                     |
| TuS Niederkirchen    | 1      | 1993                                     |

## Joueuses les plus capées
|     | Joueuse            | Matchs | But(s) | Période                                         | Club(s) |
| --- | ------------------ | ------ | ------ | ----------------------------------------------- | --- |
| 1.  | Melanie Hoffmann   | 390+   | 104+   | 23 saisons (1991-2013)                          | KBC Duisburg (56), FCR Duisbourg (167+), SGS Essen(167),                                                                                    |
| 2.  | Sandra Smisek      | 371+   | 159+   | 21 saisons (1992-2013)                          | FSV Francfort (167+), FCR Duisbourg (63), FFC Francfort (141)                                                                               |
| 3.  | Kerstin Garefrekes | 360    | 247    | 17 saisons (1998-99, 2000-16)                   | FFC Heike Rheine (107), FFC Francfort (253)                                                                                                 |
| 4.  | Saskia Bartusiak   | 349    | 43     | 19 saisons (1998-2017)                          | FSV Francfort (142), FFC Francfort (207) |
| 5.  | Anne van Bonn      | 337    | 26     | 18 saisons (2001-13, 2014-20)                   | FCR Duisbourg (175), FC Lokomotive Leipzig (10), FSV Gütersloh 2009 (21), SC Sand (131)                                                     |
| 6.  | Conny Pohlers      | 336+   | 277+   | 20 saisons (1994-14)                            | FFC Turbine Potsdam (203+), TuS Niederkirchen (11), FFC Francfort (59), VfL Wolfsburg (63)                                                  |
| 7.  | Birgit Prinz       | 335+   | 325+   | 19 saisons (1992-2011)                          | FSV Francfort (90+), FFC Francfort (245) |
| 8.  | Svenja Huth        | 319    | 62     | 18 saisons (2007-2025)                          | FFC Francfort (122), FFC Turbine Potsdam (85), VfL Wolfsburg (112)                                                                          |
| 9.  | Silke Rottenberg   | 319+   | 0      | 20 saisons (1988-2008)                          | Grün-Weiß Brauweiler (21+), TSV Siegen (71+), Sportfreunde Siegen (77), FFC Brauweiler Pulheim (63), FCR Duisbourg (61), FFC Francfort (26) |
| 10. | Kerstin Stegemann  | 318    | 56     | 16 saisons (1993-2009)                          | |
| 11. | Alexandra Popp     | 316    | 141    | 17 saisons (2008-2025)                          | FCR Duisburg (80), VfL Wolfsburg (236) |
| 12. | Martina Müller     | 311    | 210    | 16 saisons (1999-05, 2006-15)                   | FSV Francfort (22), SC 07 Bad Neuenahr (89), VfL Wolfsburg (200)                                                                            |
| 13. | Sandra Minnert     | 310+   | 28+    | 18 saisons (1990-2008)                          | |
| 14. | Peggy Nietgen      | 309    | 26     | 17 saisons (2002-08, 2009-18, 2019-20, 2021-22) | FFC Turbine Potsdam (94), SC 07 Bad Neuenahr (79), FFC Francfort (74), FC Cologne (62)                                                      |
| 15. | Simone Laudehr     | 302    | 92     | 18 saisons (2003-2021)                          | Bayern Munich (80), FCR Duisbourg (155), FFC Francfort (67)                                                                                 |
| 16. | Tina Wunderlich    | 301+   | 7+     | 21 saisons (1993-2014)                          | TSV Battenberg (18), SG Praunheim / FFC Francfort (283+)                                                                                    |

## Meilleures buteuses de l'histoire
|    | Joueuse            | But(s) | Nb matchs | Période                       | Club(s)                                                                                   |
| -- | ------------------ | ------ | --------- | ----------------------------- | ----------------------------------------------------------------------------------------- |
| 1. | Inka Grings        | 353    | 271       | 16 saisons (1995-11)          | FCR Duisbourg (353)                                                                       |
| 2. | Birgit Prinz       | 325+   | 335+      | 19 saisons (1992-11)          | FSV Francfort (81+), FFC Francfort (244)                                                  |
| 3. | Conny Pohlers      | 277+   | 336+      | 20 saisons (1994-14)          | FFC Turbine Potsdam (172+), TuS Niederkirchen (4), FFC Francfort (60), VfL Wolfsburg (41) |
| 4. | Kerstin Garefrekes | 247    | 360       | 17 saisons (1998-99, 2000-16) | FFC Heike Rheine (63), FFC Francfort (184)                                                |
| 5. | Martina Müller     | 210    | 311       | 15 saisons (1999-05, 2006-15) | FSV Francfort (15), SC 07 Bad Neuenahr (62), VfL Wolfsburg (133)                          |